# Dusičnan guanidinu
Dusičnan guanidinu je sloučenina s chemickým vzorcem [C(NH2)3]NO3. Je to bezbarvá, ve vodě rozpustná sloučenina. Je připravována ve větším měřítku pro využití jako prekurzor nitroguanidinu, palivo v pyrotechnice a vyvíječ plynu.

## Příprava a vlastnosti
Dusičnan guanidinu je sůl vzniklá neutralizací guanidinu s kyselinou dusičnou, ale průmyslově se vyrábí reakcí 2-kyanoguanidinu s dusičnanem amonným.
Dusičnan guanidinu se výbušně rozkládá podle následující rovnice:
H6N4NO3(s) → 3 H2O(g) + 2 N2(g) + C(s)

## Využití
Dusičnan guanidinu se používá jako vyvíječ plynu v automobilových airbazích. Je méně toxický než směs azidu sodného, dusičnanu draselného a oxidu křemičitého (NaN3, KNO3 a SiO2) používaná ve starších airbazích a je méně výbušný a citlivý na vlhkost než velmi levný dusičnan amonný (NH4NO3).

## Bezpečnost
Dusičnan guanidinu je nebezpečná látka, protože je výbušný a je to oxidant (dusičnan). Je také škodlivá pro oči, kůži a dýchací cesty.